# نيم (لغة برمجة)
نيم (بالإنجليزية: Nim)‏ هي لغة برمجة محولة، أمرية، متعددة الاستخدامات، متعددة الأنماط، ثابتة النوع، لغة برمجة النظام،  صممها وطورها أندرياس رومب. وهي مصممة لتكون "فعالة، ومعبرة، وأنيقة"،  تدعم البرمجة الوصفية ، والوظيفية، وتمرير الرسائل، وأنماط البرمجة الإجرائية وكائنية التوجه من خلال توفير العديد من الميزات مثل تجميع كود الوقت، وأنواع البيانات الجبرية، واجهة وظيفية أجنبية (FFI) مع سي وسي++، والترجمة إلى سي وسي++ و سي الكائنية وجافا سكريبت .

## التاريخ
| الإصدار                                                                          | تاريخ الإصدار |
| -------------------------------------------------------------------------------- | ------------- |
| 0.10.2                                                                           | 2014-12-29    |
| 0.11.2                                                                           | 2015-05-04    |
| 0.12.0                                                                           | 2015-10-27    |
| 0.13.0                                                                           | 2016-01-18    |
| 0.14.2                                                                           | 2016-06-09    |
| 0.15.2                                                                           | 2016-10-23    |
| 0.16.0                                                                           | 2017-01-08    |
| 0.17.2                                                                           | 2017-09-07    |
| 0.18.0                                                                           | 2018-03-01    |
| 0.19.6                                                                           | 2019-05-13    |
| 0.20.2                                                                           | 2019-06-17    |
| 1.0.0                                                                            | 2019-09-23    |
| 1.0.2                                                                            | 2019-10-23    |
| 1.0.4                                                                            | 2019-11-26    |
| 1.0.6                                                                            | 2020-01-24    |
| 1.2.0                                                                            | 2020-04-03    |
| تنويه:غير مدعومإصدار قديم، ما يزال مدعومأحدث إصدارأحدث إصدار معاينةإصدار مستقبلي |               |
| لكل فرع 0.x، يتم سرد أحدث إصدار للنقطة فقط.                                      |               |

## مجتمع نيم
يحتوي المشروع على أداة تتبع الأخطاء وويكي يستضيفها GitHub ومنتدى. تم تقديم عرض تقديمي عن نيم في اتفاقية O'Reilly مفتوحة المصدر (OSCON) في عام 2015. في FOSDEM الملتقى الأوروبي لمطوري البرمجيات الحرة ومفتوحة المصدر
2020، مثل أربعة متحدثين نيم، مع منشئ اللغة، أندرياس رامبف، كونهم واحدًا منهم.

## روابط خارجية
- الموقع الرسمي
- Nim على غيت هاب
- معلومات حول Nim على Stack Overflow
- الموقع الرسمي